# Langlade, Gard
Langlade là một xã trong tỉnh Gard thuộc vùng Occitanie, phía nam nước Pháp. Xã Langlade, Gard nằm ở khu vực có độ cao trung bình 90 mét trên mực nước biển.